# Satz von Osgood (Funktionentheorie)
Der Satz von Osgood (nach William Osgood) ist eine Aussage der Funktionentheorie und besagt, dass jede injektive holomorphe Funktion eine biholomorphe Abbildung auf ihr Bild ist.

## Satz
Sei {\displaystyle \Omega \subseteq \mathbb {C} ^{n}} offen und {\displaystyle f\colon \Omega \to \mathbb {C} ^{n}} eine injektive holomorphe Funktion. Dann ist {\displaystyle \Omega ':=f(\Omega )\subseteq \mathbb {C} ^{n}} offen und die Umkehrabbildung {\displaystyle f^{-1}\colon \Omega '\to \Omega } ist holomorph, also die Abbildung {\displaystyle f} biholomorph.
Da Holomorphie eine lokale Eigenschaft ist, gilt der Satz auch für Abbildungen zwischen komplexen Mannigfaltigkeiten.

## Unterschied zum reellen Fall
Für reell-analytische Funktionen gilt die Aussage des Satzes nicht. Beispielsweise ist {\displaystyle f\colon (-1,1)\to (-1,1)} mit {\displaystyle x\mapsto x^{3}} bijektiv und analytisch, aber die Umkehrfunktion ist im Nullpunkt nicht mehr analytisch.